# 徳永玲子
徳永 玲子（とくなが れいこ、1965年7月19日 - ）は、福岡県を拠点に活動しているラジオパーソナリティ、ローカルタレント。俳優、西日本短期大学メディア・プロモーション学科教授、副学科長。福岡県太宰府市出身。太宰府市立学業院中学校、福岡県立筑紫中央高等学校卒業。

## 人物
中学2年の時に地元劇団「テアトルハカタ」に入団し、1998年まで所属していた。
1986年にKBCテレビの朝のワイド番組『モーニングモーニング』のアシスタントに抜擢された事がきっかけで以降同局で活動するようになる。
途中他局に出演したり、レギュラーがない時期もあったが、2001年4月に『アサデス。』のメインMCとして再び同局の朝の顔となった。
ブライダルMCや、日本舞踊師範・三味線名取の両資格を生かした教室講師も務めている。
笑い上戸でツボにハマると大声でいつまでも笑ってしまう癖がある。と、過去に出演したラジオ番組で語っている。

## 出演

### 現在出演中の番組

#### テレビ
- アサデス。KBC（月曜～金曜6:00 - 8:00）
- アサデス。九州・山口（月曜 - 木曜9:55 - 10:30）

### 過去の出演番組

#### ラジオ（過去）
- 土曜日だ!→土曜の朝は玲子におまかせ→徳永玲子の週間土曜日（2011年4月9日 - 2013年3月30日）（KBCラジオ）
- 栗田善成のそんなバナナ塾→栗田善成のまずはラジオでおつかれさん（KBCラジオ）
- 徳永玲子のお昼ドキッ!（2013年4月1日 - 2015年9月25日 月曜 - 金曜 12:00 - 13:00、KBCラジオ）
- ガブリナ（2016年4月1日 - 2019年3月29日、KBCラジオ）- 金曜
- 徳永玲子の絵本の時間 おはなしマラソン（「小柳有紀の朝はのんびり」内　日曜 9:10頃 - 9:20頃）
- 徳永玲子の午後はニコニコ（土曜 12:30 - 17:00）
- アサデス。ラジオ（アーリー）（火曜・木曜5:15 - 5:55）

#### テレビ（過去）
- モーニングモーニング（1986年 - 1993年、KBC)
- モーニングミント（1996年 - 1998年、テレビ西日本）
- サワダデス。
- 土曜もアサデス。

##### テレビドラマ
- 火曜サスペンス劇場 「松本清張スペシャル・夜光の階段」（1986年4月1日、日本テレビ）

### 映画
- LIBERTY DANCE（2025年9月12日公開予定）[3]

### CM
- キリン一番搾り（2008年3月 - 4月）
- 悠香（茶のしずく）